# Gyula O. H. Katona
Gyula O. H. Katona (Budapest, 16 marzo 1941) è un matematico ungherese, specializzato nella teoria combinatoria degli insiemi.
È noto per la formulazione del teorema di Kruskal-Katona che caratterizza gli f-vettori in complessi simpliciali e, nel 1972, per una dimostrazione elegante del teorema di Erdős–Ko–Rado nella quale applicò per la prima volta il cosiddetto metodo ciclico di Katona, divenuto fecondo di risultati nel campo della combinatoria estremale.

## Biografia
Ancora studente liceale, nel 1959 fu il vincitore delle prime Olimpiadi internazionali della matematica. Nel 1964 si laureò in matematica all'Università Loránd Eötvös, nella quale quattro anni più tardi conseguì il dottorato con una dissertazione sui teoremi di tipo Sperner e la supervisione di Alfréd Rényi.
Nel 1972 fu proposto come candidato all'Accademia delle Scienze Ungherese e nel 1981 ricevette il titolo di doktor nauk, che nel sistema didattico dei Paesi sovietici corrispondeva al grado più alto dell'insegnamento superiore.
Dal 1966 ha lavorato presso l'Istituto di matematica dell'Accademia delle scienze ungherese, poi divenuto Istituto "Alfréd Rényi" che diresse dal 1996 al 2006. Nominato docente all'Università Loránd Eötvös nel 1964, negli anni compresi dal 1990 al 1996 è stato segretario generale della Società Matematica "János Bolyai".
Katona ha ricoperto incarichi di professore ospite e di ricercatore in visita presso i seguenti atenei: Università della Carolina del Nord (nel 1969), Università di Gottinga (nel 1974), Università statale del Colorado a Fort Collins, Università statale dell'Ohio, Accademia russa delle scienze (nel 1979), Case Western Reserve University, Università dell'Illinois - Urbana-Champaign e Università della California, San Diego.
Katona è autore di varie pubblicazioni nell'ambito della combinatoria, in particolare su problemi estremali nella teoria dei grafi e degli ipergrafi, nella teoria delle basi di dati, della crittografia e degli algoritmi per l'elaborazioni di flussi di dati in un singolo passo (streaming algorithm). Katona ha dimostrato indipendentemente da Joseph Kruskal un teorema nella teoria degli insiemi combinatoria e che porta i due nomi (teorema di Kruskal-Katona) e che caratterizza gli f-vettori in complessi simpliciali 1, 2. Nel 1972 pubblicò una semplice dimostrazione del teorema di Erdős-Ko-Radoin combinatoria 3.
Gyula O. H. è il padre di Gyula Y. Katona, matematico con interessi simili a quelli del padre nonché allievo di László Lovász.

## Premi e riconoscimenti
- 1959: vincitore delle prime Olimpiadi internazionali della matematica;
- 1966: Premio Grünwald, conferito dalla Società Bolyai;
- 1968: Premio Grünwald, conferito dalla Società Bolyai;
- 1975: Premio "Alfréd Rényi" dell'Accademia Ungherese delle Scienze;
- 1989: Premio dell'Accademia Ungherese delle Scienze;
- 2005: premio Szechenyi;
- 2005: Ordine al merito della Repubblica ungherese.

Nel 2011 l'Istituto Alfréd Rényi, la Società János Bolyai e l'Accademia Ungherese delle Scienze organizzarono una conferenza in onore del settantesimo compleanno di Katona.